# Sintoria
Sintoria is een vliegengeslacht uit de familie van de roofvliegen (Asilidae).

## Soorten
- S. cazieri Wilcox, 1972
- S. cyanea Wilcox, 1972
- S. emeralda Hull, 1962
- S. lagunae Wilcox, 1972
- S. mojavae Wilcox, 1972
- S. pappi Wilcox, 1972
- S. rossi Wilcox, 1972